# Tipton County (Indiana)
Tipton County is een county in de Amerikaanse staat Indiana.
De county heeft een landoppervlakte van 674 km² en telt 16.577 inwoners (volkstelling 2000). De hoofdplaats is Tipton.

## Bevolkingsontwikkeling

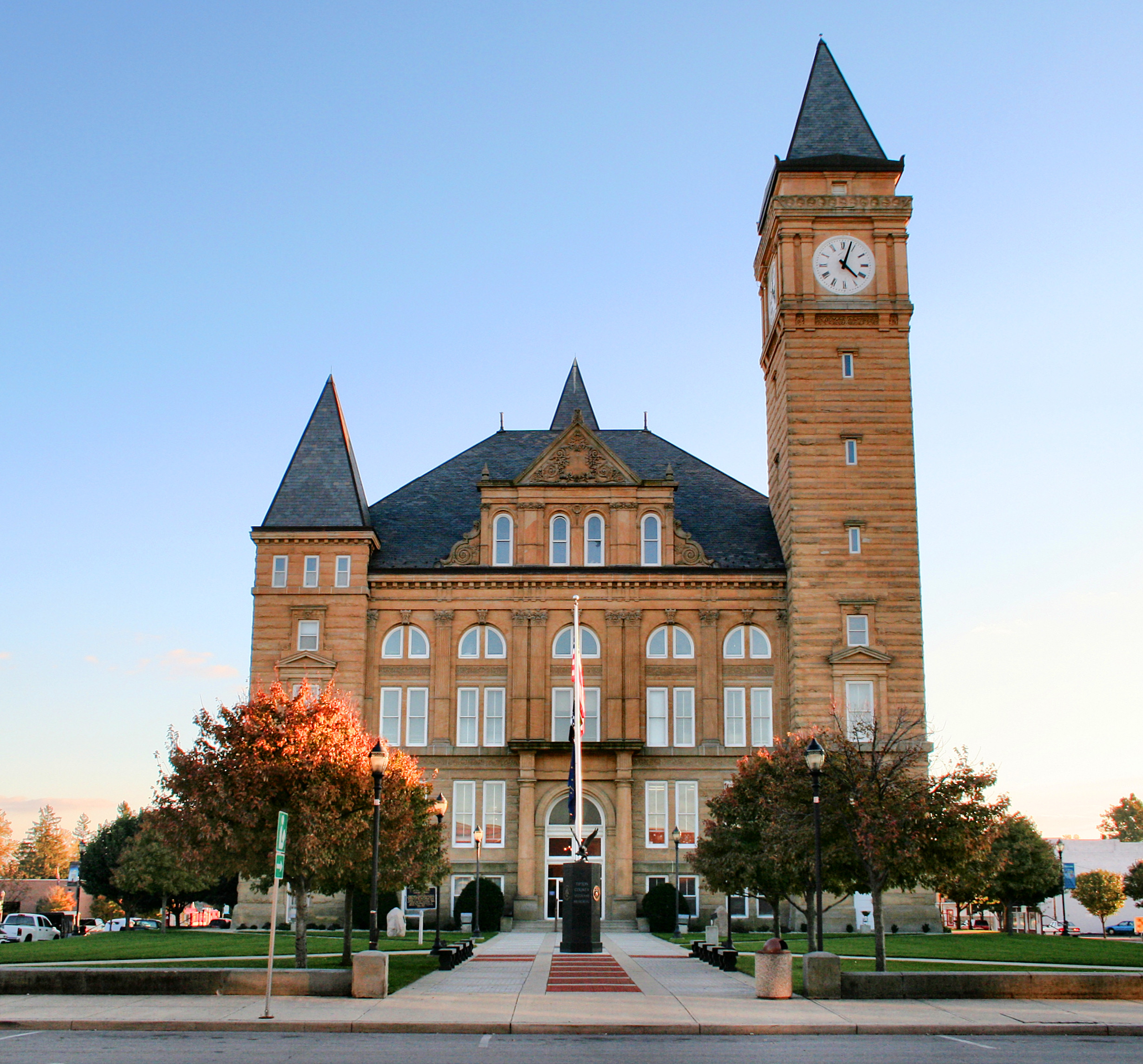
Tipton County Courthouse